# Frida Sjöfors
Frida Sjöfors, född 23 juni 1980 är en fotbollsspelare från Sverige (anfallare) som spelat i Kristianstads DFF säsongerna 2007 - 2009.
Frida hette Petersson i efternamn innan hon gifte sig med Simon Sjöfors i november 2008.